# Рятувальники
«Рятувальники» (англ. «The Rescuers») — 23-й за рахунком повнометражний мультфільм виробництва Волта Діснея 1977 року.
Фільм знятий за мотивами казок Марджері Шарп «Рятівники» і «Міс Б'янка». Касові збори в США — $ 71215869. Американська організація Motion Picture Association of America і Британська класифікація оцінили на рейтинг G.
Прем'єра в США — 21 червня, у Великій Британії — 24 червня, після прокату вийшов в ефірі на ТБ на ABC, і в СРСР — на замовлення Держтелерадіо СРСР до 1991 року. в 18 вересня 1992 року в США, Канаді та інших країнах він випущений виданням Walt Disney Classics на VHS в системах NTSC і PAL англійською та іншими мовами, в СРСР та Росії вони випускалися з аматорським перекладом Олексія Михальова, та з іншими російськими перекладами: авторським Андрія Гаврилова, Вартана Дохалова, Павла Санаєва та інших (також використовувався і жіночий голос), і розповсюджувалися на «піратських» виданнях з іншими анімаціями Діснея визначено в одноголосий переклад, і записані не тільки в системі NTSC, а й у системі PAL.

## Ролі озвучували
- Бернард — Боб Ньюхарт
- Міс Б'янка — Ева Габор
- Мадам Медуза — Джеральдін Пейдж
- Орвіл — Джим Джордан
- Руфус — Джон Макінтайр
- Люк — Пет Батрам
- Deadeye — Джордж Ліндсі
- Гремпс — Леррі Клемонс
- Головуючий — Бернард Фокс

## Український дубляж
Фільм дубльовано студією «Le Doyen» на замовлення компанії «Disney Character Voices International» у 2016 році.
- Режисер дубляжу — Ольга Чернілевська
- Перекладач — Юрій Фізер
- Перекладач пісень — Ілля Чернілевський
- Музичний керівник — Тетяна Піроженко
- Звукорежисери — Боб Шевяков, Михайло Угрин
- Координатор дубляжу — Валентина Левицька
- Диктор — Михайло Войчук

### Ролі дублювали
- Роман Чорний — Бернард
- Катерина Сергеєва — Б'янка
- Тетяна Зіновенко — Мадам Медуза
- Максим Кондратюк — Пан Снупс
- Дмитро Завадський — Орвіл
- Євген Пашин — Руфус, репортер
- Валерій Легін — Люк
- Євген Шах — Гремпс
- Микола Карцев — Діггер
- Олег Лепенець — Головуючий
- Юрій Гребельник — Ведучий

## Суперечка
8 січня 1999 року, через три дні після другого випуску фільму на домашньому відео в США, компанія Walt Disney оголосила про відкликання близько 3,4 мільйона копій відеозаписів через те, що на одному з фонів фільму було небажане зображення.
Зображення, про яке йде мова, є розмитим зображенням жінки без верху з грудьми та сосками. Зображення з'являється двічі в непослідовних кадрах під час сцени, в якій міс Б'янка та Бернард летять на спині Орвілла через Нью-Йорк. Обидва зображення не можна було побачити під час звичайного перегляду, оскільки фільм працює надто швидко — 24 кадри за секунду.

10 січня 1999 року, через два дні після оголошення про відкликання, лондонська газета Індепендент повідомила:
Прес-секретар Disney сказала, що зображення з «Рятівники» були розміщені у фільмі під час пост-продакшну, але вона відмовилася сказати, що це було або хто їх розмістив... Компанія заявила, що метою відкликання було зберегти обіцяє сім’ям, що вони можуть довіряти та покладатися на бренд Disney, щоб забезпечити найкращі сімейні розваги.
Випуск домашнього відео «Рятівники» був перевиданий 23 березня 1999 року з цензурою недоречного зображення оголеного тіла.